# Big Girls Don't Cry
"Big Girls Don't Cry" (comercializada nos Estados Unidos como "Big Girls Don't Cry (Personal)") é uma canção gravada da cantora americana Fergie de seu primeiro álbum de estúdio solo, The Dutchess (2006). Foi escrita pela própria em parceira com Toby Gad, enquanto a produção ficou a cargo de will.i.am. A canção foi lançada como o quarto single do álbum em 8 de abril de 2007. Enquantos os outros singles, como "Fergalicious", que derivavam de um estilo mais hip-hop e urbano, "Big Girls Don't Cry" opta por um som pop mais simplista que incorpora elementos de música acústica e clássica. Possui créditos de cerca de trinta instrumentistas, muitos dos quais desempenham os violões, violinos e violoncelos na faixa. É uma das poucas músicas no álbum que não é hip-hop ou urbana. "Big Girls Don't Cry" recebeu críticas geralmente positivas, com muitos elogiando a exibição maturidade e simplicidade na canção, bem como a mensagem.
"Big Girls Don't Cry" foi um sucesso comercial a nível internacional, alcançando a primeira posição na principal parada musical dos Estados Unidos, a Billboard Hot 100. Tornou-se seu terceiro single a atingir a posição, e lhe rendeu o prêmio de ser a primeira artista com três singles número um de um álbum desde 2000, quebrando o recorde anterior que era de Christina Aguilera. "Big Girls Don't Cry" também se tornou o single mais vendido de Fergie nos Estados Unidos, com 3.833.000 unidades vendidas até agosto de 2012, e sua canção a permanecer mais tempo no gráfico, com cerca de quase 50 semanas registradas na Billboard Hot 100, entre maio de 2007 e março de 2008. A canção chegou ao número um no Canadá e no Brasil e esteve presente em 53 semanas na parada. A canção também alcançou o número um em vários territórios internacionais, incluindo Dinamarca, Irlanda, Nova Zelândia, Noruega e Austrália, onde passou nove semanas na primeira posição. Além da França e da Hungria, "Big Girls Don't Cry" alcançou o top dez em todos os outros mercados internacionais, como a Holanda, Suécia, Suíça e Reino Unido. A canção foi usada em um episódio de Pretty Little Liars, "Father Knows Best". A canção também foi realizada em um dos episódios da temporada de 2012 da série musical Glee, "Prom-asaurus", que apresentava Rachel Berry (Lea Michele), Kurt Hummel (Chris Colfer) e Blaine Anderson (Darren Criss).
O videoclipe de acompanhamento para a canção foi dirigido por Anthony Mandler e lançado em maio de 2007. Trata-se de Fergie e seu interesse amoroso, interpretado pelo ator Milo Ventimiglia, em cenas que apresentam sua relação turbulenta que finalmente termina com Fergie arrumando seus pertences e indo embora em seu carro. O vídeo caracterizou Fergie em vestuário desenhado por Candie e foi usado pela marca para promover sua linha de roupas. A canção também recebeu um remix com a participação do rapper Sean Kingston. A canção ganhou uma versão brasileira em brega pela Calcinha Preta intitulada "Não Era Amor".

## Controvérsia
Após a composição de "Big Girls Don't Cry", Fergie e seu pessoal perceberam que a canção não combinava com o estilo do álbum e resolveram não gravá-la. Porém, seu gerente decidiu que a canção era boa demais para ser deixada de lado, então ele decidiu vender a letra dela para outros selos de gravação. Eventualmente, a canção foi vendida à Bad Boy Records, cujo dono é Jordan McCoy. O time de McCoy percebeu que tinham um grande hit em suas mãos e então rapidamente gravaram a canção, assegurando à Fergie e seu pessoal de que eles a lançariam como single. Apesar disso, de acordo com McCoy, após Fergie escutar a versão final deles, ela mudou de ideia e resolveu gravar a canção também. Sem o conhecimento da Bad Boy Records, Fergie voltou atrás e colocou "Big Girls Don't Cry" em seu álbum no último instante. Jordan e seu time ficaram surpresos com a decisão de Fergie, e cancelaram todo o projeto e resolveram processar Fergie. Porém, como Fergie foi uma das compositoras da canção, ela ainda possuía parte dos direitos da canção e por isso eles não poderiam fazer nada quanto a isso.

## Videoclipe
O videoclipe de "Big Girls Don't Cry" começou a ser produzido em 30 de Março de 2007. O clipe teve um First Look no programa da MTV, TRL, em 16 de Maio de 2007 e logo alcançou a posição #5 em 24 de Maio de 2007. Milo Ventimiglia, que faz o personagem Peter Petrelli na série de TV de sucesso da NBC, Heroes, faz o papel do homem por quem Fergie se interessa.
Apesar de ter sido considerado por muitos um videoclipe que não ficou à altura da canção, ele fez tanto sucesso quanto ela.

## Faixas e formatos
CD Single
1. "Big Girls Don't Cry" (Versão do Álbum) - 4:29
2. "Pedestal" - 3:22
3. "Big Girls Don't Cry (Hommer Remix)" - 5:37

CD Single inglês/australiano
1. "Big Girls Don't Cry" - 4:29
2. "Pedestal" - 3:22

CD Maxi-single
1. "Big Girls Don't Cry" (Versão do Álbum) - 4:29
2. "Pedestal" - 3:24
3. "Finally" (Ao Vivo) - 3:50
4. "Big Girls Don't Cry (Hommer Remix)" - 5:37
5. "Big Girls Don't Cry" (Videoclipe)

CD Maxi-single austríaco/alemão
1. "Big Girls Don't Cry" (Versão do Álbum) - 4:29
2. "Pedestal" 3:22
3. "Finally" (Ao Vivo) - 3:50
4. "Big Girls Don't Cry" (Videoclipe)

Remixes
- "Big Girls Don't Cry (Hommer Remix)" - 5:37
- "Big Girls Don't Cry (Personal) (Remix)" (participação de Sean Kingston) (produzida por JR Rotem)

## Desempenho nas paradas
A canção foi tema de um casal do Big Brother Brasil 7, a versão brasileira do famoso programa de reality show holandês/neerlandês, e passou a ser muito pedida em todas as rádios.
Ela entrou direto na posição #41 na parada norte-americana Billboard Hot 100 devido à performance de Fergie da canção no American Idol em 18 de Abril de 2007. Isso fez também com que o álbum The Dutchess subisse da posição #23 para a posição #12 no Billboard 200, a parada de álbuns dos EUA. Ela conseguiu chegar à posição #1 e, com isso, a canção se tornou o terceiro single de um mesmo álbum de um artista a chegar ao topo da parada norte-americana. Com isso, Fergie empatou com cantoras como Madonna, Rihanna, Monica, Toni Braxton e Whitney Houston, que também conseguiram o mesmo feito. Vendeu 3.833.000 cópias nos Estados Unidos até agosto de 2012. Se tornou a 3ª canção de maior sucesso no mundo em 2007, com mais de 7.000.000 de cópias comercializadas mundialmente.

### Posições
| Top (2007)                          | Melhor posição |
| ----------------------------------- | -------------- |
| Argentina - Top 100 Singles         | 1              |
| Áustria - Ö3 Austria Top 75         | 1              |
| Austrália - Parada de Singles ARIA  | 1              |
| Brasil - Brasil Hot 100 Airplay     | 1              |
| Canadá - Canadian Hot 100           | 1              |
| Dinamarca - Tracklisten             | 1              |
| Estados Unidos - Billboard Hot 100  | 1              |
| Estados Unidos - Billboard Pop 100  | 1              |
| Estados Unidos - Adult Contemporary | 1              |
| Irlanda - IRMA                      | 1              |
| Nova Zelândia - Recorded Music NZ   | 1              |
| Chéquia - IFPI                      | 1              |
| Polónia - ZPAV                      | 1              |
| França - SNEP                       | 11             |
| Finlândia - Suomen virallinen lista | 10             |
| Reino Unido - UK Singles Chart      | 2              |

### Precessão e sucessão
| Gráficos de sucessão                               | Gráficos de sucessão                                                            | Gráficos de sucessão                                                 |
| -------------------------------------------------- | ------------------------------------------------------------------------------- | -------------------------------------------------------------------- |
| Precedido por: "Umbrella" por Rihanna e Jay-Z      | Single número um na Billboard Pop 100 (primeira vez) 12–26 de julho de 2007     | Seguido por: "Hey There Delilah" por Plain White T's                 |
| Precedido por: "Umbrella" por Rihanna e Jay-Z      | Single número um no Canadian Hot 100 14–26 de julho de 2007                     | Seguido por: "Hey There Delilah" por Plain White T's                 |
| Precedido por: "Umbrella" por Rihanna e Jay-Z      | Single número um na Australian Singles Chart 16 de julho–17 de setembro de 2007 | Seguido por: "Beautiful Girls" por Sean Kingston                     |
| Precedido por: "Bartender" por T-Pain com Akon     | Single número um na New Zealand Singles Chart 23–30 de julho de 2007            | Seguido por: "Beautiful Girls" por Sean Kingston                     |
| Precedido por: "Beautiful Girls" por Sean Kingston | Single número um na Billboard Hot 100 1–8 de setembro de 2007                   | Sucedido por: "Crank That (Soulja Boy)" por Soulja Boy               |
| Precedido por: "Beautiful Girls" por Sean Kingston | Single número um na Billboard Pop 100 (segunda vez) 1–8 de setembro de 2007     | Sucedido por: "The Way I Are" por Timbaland com Keri Hilson e D.O.E. |